# Ipomoea saopaulista
Ipomoea saopaulista är en vindeväxtart som beskrevs av O'donell. Ipomoea saopaulista ingår i släktet praktvindor, och familjen vindeväxter. Inga underarter finns listade i Catalogue of Life.